# Slavko Splichal
Slavko Splichal, slovenski komunikolog, akademik, * 14. junij 1947, Novo mesto.
Po diplomi na fakulteti za družbene vede 1971 je postal tam asistent, 1975 magistriral, 1979 pa doktoriral. 1989 je bil izvoljen za rednega profesorja FDV., kjer je 1991 utemeljil dodiplomski študij komunikologije in postal prvi predstojnik novoustanovljenjega oddelka, obenem pa je bil 1991–93 tudi dekan Fakultete za družbene vede. Med 1980–82 je bil direktor Centra za raziskovanje samoupravljanja pri Zvezi sindikatov Slovenije. Že v 70.letih je bil predstojnik katerdre za novinarstvo na FSPN in Centra za raziskovanje družbenega komuniciranja (od 1984, za ustanoviteljem Francetom Vregom). Na FDV je razvijal proučevanje družbenih informacijskih procesov, metod družboslovnega raziskovanja (predvsem metode analize besedil in mnenjskih poizvedb) ter teorij komuniciranja, množičnih medijev in javnosti ter utemeljil nova področja (sociologija informacijskih procesov, metodologija komunikoloških raziskav, komunikacijske pravice, informacijska družba). Je tudi eden izmed ustanoviteljev in direktor (1993–) Evropskega inštituta za komuniciranje in kulturo, ki se je razvil iz mednarodnih kolokvijev o komuniciranju in kulturi, organiziraniziranih po Evropi in ZDA (začenši 1987 v Sloveniji), kakor tudi revije Javnost – The Public, katere urednik je (kot prva družboslovna revija iz Slovenije je bila vključena v bazo Social Sciences Citation Index). Bil je oziroma je član uredniških odborov in svetov številnih revij v ZDA, Veliki Britaniji, Franciji, na Poljskem, Portugalskem, Hrvaškem, Madžarskem, v Romuniji, Sloveniji in Španiji. Izredni član SAZU je postal leta 2003, redni 2009; načelnik oddelka za družbene vede I. razreda SAZU je bil med 2011 in 2017, ko je bil izvoljen za tajnika I. razreda SAZU (za zgodovinske in družbene vede, do 2022).
Bil je član izvršnega odbora Mednarodnega združenja za raziskovanje množičnega komuniciranja (1984–92), predsednik Jezikovnega razsodišča pri SZDL Slovenije (1985–88), namestnik predsednika Sveta RTV Slovenija (1990–94), namestnik generalnega sekretarja Mednarodnega združenja za raziskovanje medijev in komuniciranja (1992–96), član Sveta za znanost in tehnologijo pri vladi Republike Slovenije (1995–99), 2001–05 predsednik področnega sveta za družbene vede pri Ministrstvu za znanost in tehnologijo in član Nacionalnega znanstveno-raziskovalnega sveta; med 2005 in 2010 je bil slovenski predstavnik v stalnem komiteju za družbene vede Evropske znanstvene fundacije (ESF), od 2005 član sveta Evropskega združenja za komunikološko raziskovanje in izobraževanje ECREA, od leta 2011 pa tudi njegov predsednik.
Njegova celotna bibliografija obsega nad 500 enot. Njegova monografska dela v slovenščini so: Množično komuniciranje med svobodo in odtujitvijo (1981), Mlini na eter (1984), Množično komuniciranje in razvoj demokracije (soavtor France Vreg), Analiza besedil (1990), Izgubljene utopije? Paradoksi množičnih medijev in civilne družbe v postsocializmu (1992), Javno mnenje: teoretski razvoj in spori v 20. stoletju (1997, 2005-ponatis) in Kultura javnosti (2005). Vrsto knjig je izdal v ZDA: Media Beyond Socialism: Theory and Practice in East-Central Europe (1994), Information Society and Civil Society: Contemporary Perspectives on the Changing World Order (1994), Journalism for the 21st Century (1994), Public Opinion: Developments and Controversies in the Twentieth Century (1999), Ferdinand Tönnies on Public Opinion (2000), Principles of Publicity and Press Freedom (2002); Transnationalisation of Public Sphere and the Fate of the Public (2011); Javnost – mediji – oblast (zbrani spisi), 2020 in Datafication of Public Opinion and the Public Sphere: How Extraction Replaced Expression of Opinion (London, New York, 2022).
Prejel je univerzitetno Prešernovo nagrado za diplomsko delo, nagrado Sklada Borisa Kidriča (1986), red zaslug za narod s srebrno zvezdo (1988)  priznanje ambasador znanosti Republike Slovenije (1994) in Zoisovo nagrado za vrhunske znanstvene dosežke (2000), Leta 2015 mu je Univerza v Ljubljani podelila zlato plaketo. 2023 je prejel mednarodno nagrado Karola Jakubowicza za medije in demokracijo zaradi njegove knjige Upodatkovanje javnega mnenja in javne sfere: Kako je izluščanje nadomestilo izražanje mnenj.